# Gilles Taurand
Gilles Taurand (* 2. Juni 1943 in Paris) ist ein französischer Drehbuchautor und Schriftsteller.

## Leben
Taurand wurde in Paris geboren, wuchs jedoch in Saint-Cloud auf. Sein älterer Bruder ist der Schriftsteller Jacques Taurand (1936–2008). Er interessierte sich zunächst für Biologie, wobei sein besonderes Interesse den Fröschen galt. Als Schüler des Lycée de Saint-Cloud wandte er sich an den Biologen und Autor Jean Rostand, mit dem er anschließend in regem Austausch stand und in dessen Villa in Ville-d’Avray er sich mehrfach aufhielt. Die Forschungszeit mündete in der wissenschaftlichen Publikation De l’ovulation des amphibiens anoures, die Taurand 1958 im Alter von 15 Jahren gemeinsam mit Françoise Dolto verfasste und die in den Publications de la Société Linnéenne de Lyon erschien.
Nach Ende der Schulzeit war Taurand, der sich auch für Literatur begeisterte, als Romanautor tätig und veröffentlichte 1961 im Alter von 18 Jahren seinen Debütroman La contagion, der bei Éditions Julliard erschien. Im Jahr 1963 folgte bei Mercure de France sein zweiter Roman Observation clinique. Taurand studierte zunächst Medizin, besuchte Seminare von Jacques Lacan und arbeitete im Pariser Hôpital Necker–Enfants malades mit Kindern mit Autismus, bevor er als Pädagoge tätig wurde. Als Französischlehrer war er am privaten Lycée des Petits-Champs tätig, arbeitete jedoch parallel weiterhin als Autor.
Mit seinem früheren Schüler Frédéric Compain, der ihn 1976 in einer kleinen Rolle in seinem Langfilm L’Eden-Palace besetzt hatte, verfasste Taurand das Drehbuch für die Kurzfilme La grande crue de 1910 (1978), Du crime considéré comme un des beaux-arts (1981) und Le mécène (1983). Im Jahr 1979 lernte Taurand André Téchiné kennen, mit dem er mehrere Langfilme schrieb: Es entstanden Drehbücher für Téchinés Filme Begegnung in Biarritz (1981), Wilde Herzen (1994), Diebe der Nacht (1996) und Die Flüchtigen (2003). Für Wilde Herzen wurde Taurand 1995 gemeinsam mit Téchiné und Olivier Massart mit dem César in der Kategorie Bestes Drehbuch ausgezeichnet. Weitere César-Nominierungen folgten für die Filme Eine saubere Affäre (1998), Une affaire de goût (2001), Letzte Tage im Elysée (2006), Das schöne Mädchen (2009), Leb wohl, meine Königin! (2013) und Die Lebenden reparieren (2017). Für seine Verdienste wurde Taurand im Juli 2004 zum Chevalier dans l’Ordre des Arts et des Lettres ernannt.

## Filmografie (Auswahl)
- 1981: Begegnung in Biarritz (Hôtel des Amériques)
- 1985: Clémentine (TV-Serie, 14 Folgen)
- 1993: Chip & Charly (TV-Serie, 26 Folgen)
- 1994: Wilde Herzen (Les roseaux sauvages)
- 1996: Diebe der Nacht (Les voleurs)
- 1997: Eine saubere Affäre (Nettoyage à sec)
- 1998: Männer sind auch nur Frauen (L’homme est une femme comme les autres)
- 1998: Dormez, je le veux!
- 1998: Liebe, Sex und Leidenschaft (L’ennui)
- 1998: Alice & Martin (Alice et Martin)
- 1999: Die wiedergefundene Zeit (Le temps retrouvé)
- 1999: Augustin, Kung-Fu-König (Augustin, roi du kung-fu)
- 1999: Un dérangement considérable
- 2000: Une affaire de goût
- 2000: Le larbin
- 2001: Ceci est mon corps
- 2001: Diese Liebe (Cet amour-là)
- 2002: 24 heures de la vie d’une femme
- 2003: Die Flüchtigen (Les égarés)
- 2005: Letzte Tage im Elysée (Le promeneur du Champ de Mars)
- 2006: Die Glücksritter vom Roten Meer (Lettres de la mer rouge) (TV)
- 2006: Sieben Jahre (7 ans)
- 2008: Diese Nacht (Nuit de chien)
- 2008: Das schöne Mädchen (La belle personne)
- 2008: Sur ta joue ennemie
- 2009: L’armée du crime
- 2012: Leb wohl, meine Königin! (Les adieux à la reine)
- 2012: Winterdieb (L’enfant d’en haut)
- 2013: Vandal
- 2014: Wochenenden in der Normandie (Week-ends)
- 2015: Une histoire de fou
- 2016: Die Lebenden reparieren (Réparer les vivants)
- 2016: Les malheurs de Sophie
- 2016: Le cœur régulier
- 2018: Eva
- 2018: Cannes, die unglaubliche Geschichte  (Cannes, le festival libre) (TV)
- 2019: Unser Geheimnis (Tout contre elle) (TV)
- 2019: Land im Sturm (A Herdade) (auch TV)
- 2021: L’homme de la cave
- 2021: Twist à Bamako (Mali Twist)
- 2022: Juliette im Bade (Juliette dans son bain) (TV)

## Auszeichnungen
- 1995: César, Bestes Drehbuch, für Wilde Herzen
- 1996: Nominierung National Society of Film Critics Award, National Society of Film Critics, für Wilde Herzen
- 1997: Premio Osella, Internationale Filmfestspiele von Venedig, für Eine saubere Affäre
- 1998: César-Nominierung, Bestes Drehbuch, für Eine saubere Affäre
- 1999: Bestes Drehbuch, Cairo International Film Festival, für Un dérangement considérable
- 2001: César-Nominierung, Bestes Drehbuch, für Une affaire de goût
- 2006: César-Nominierung, Bestes adaptiertes Drehbuch, für Letzte Tage im Elysée
- 2009: César-Nominierung, Bestes adaptiertes Drehbuch, für Das schöne Mädchen
- 2009: Bestes Drehbuch, Semana Internacional de Cine de Valladolid, für L’armée du crime
- 2013: César-Nominierung, Bestes adaptiertes Drehbuch, für Leb wohl, meine Königin!
- 2017: César-Nominierung, Bestes adaptiertes Drehbuch, für Die Lebenden reparieren

## Publikationen
- 1958. Sur l’ovulation des amphibiens anoures. Publications de la Société Linnéenne de Lyon, 1958, S. 225.
- 1961: La contagion. R. Julliard, Paris.
- 1965: Observation clinique. Mercure de France, Paris.
- 1986: L’antre de feu. Hachette, Paris – mit Olivier Massart, Nadine Forster
- 1986: Voyage en bulle bleue. Hachette, Paris. – mit Olivier Massart, Nadine Forster
- 2005: Exécution d’un soldat en gare de Metz. Éditions du Seuil, Paris.